# Перекопская
Перекопская — станица в Клетском районе Волгоградской области России, в составе Кременского сельского поселения.
Население — 75 (2010).

## История
Станица относилась к Усть-Медведицкому округу Земли Войска Донского (с 1870 года — Область Войска Донского). Основана не позднее 1672 года. До 1772 года в станице существовала старая деревянная церковь во имя Богоявления Господня. В 1785 году она была разобрана, а через год неподалёку от неё была заложена каменная церковь с колокольней во имя Рождества Пресвятой Богородицы. В 1856 году была построена однопрестольная каменная церковь во имя Богоявления Господня с приделом в честь Казанской иконы Божией Матери. В 1859 году в станице Перекопской имелось 222 двора, 2 церкви, при этом проживало 494 души мужского и 654 — женского пола.
Станица являлась центром обширного юрта. Согласно переписи населения 1897 года, в станичный юрт входили 20 хуторов, не считая временных поселений, общая численность населения станичного юрта превышала 7350 человек. Непосредственно в станице проживало 614 мужчин и 682 женщины, из них грамотных: мужчин — 284, женщин — 88. Согласно алфавитному списку населённых мест Области Войска Донского 1915 года, в станице имелось станичное и хуторское правления, общественная ссудо-сберегательная касса, церковь, одноклассное приходское и церковно-приходское училище, земельный надел станицы составлял 3312 десятин, всего в станице проживало 787 мужчин и 793 женщины.
В 1921 году станица в составе Усть-Медведицкого округа передана Царицынской губернии. С 1928 года — в составе Клетского района Сталинградского округа (упразднён в 1930 году) Нижне-Волжского края (с 1934 года — Сталинградского края, с 1936 года — Сталинградской области, с 1961 года — Волгоградской области). Станица являлась центром Перекопского поссовета. В 1954 году Перекопский поссовет был ликвидирован, станица передана в состав Перекопского сельсовета (центр — хутор Перекопка), в 1975 году станица Перекопская передана из Перекопского сельсовета в Кременский сельсовет.

## Общая физико-географическая характеристика
Станица расположена в степи, на правом берегу Дона, у подножия Донской гряды, представляющей собой часть Восточно-Европейской равнине, на высоте около 60 метров над уровнем моря, в 5,5 км к северу от хутора Перекопка. Рельеф местности холмисто-равнинный, местность имеет значительный уклон по направлению к берегу Дона, пересечена многочисленными балками и оврагами. Почвы — тёмно-каштановые солонцеватые и солончаковые, в пойме Дона — пойменные нейтральные и слабокислые.
По автомобильным дорогам расстояние до областного центра города Волгограда составляет 150 км (через станицу Новогригорьевскую), до районного центра станицы Клетской — 41 км.
Часовой пояс
Перекопская, как и вся Волгоградская область, находится в часовой зоне МСК (московское время). Смещение применяемого времени относительно UTC составляет +3:00.

## Население
Динамика численности населения по годам:
| 1859 | 1873 | 1897 | 1915 | 1926 | 1987 |
| ---- | ---- | ---- | ---- | ---- | ---- |
| 1148 | 1156 | 1296 | 1580 | 994  | ≈200 |

| 2010 |
| ---- |
| 75   |

## Улицы
| - ул. Верхняя - ул. Донская - ул. Казачья - ул. Садовая - ул. Степная | - пер. Казачий - пер. Садовый - пер. Степной 1-й - пер. Степной 2-й - пер. Степной 3-й |